# Danh sách vườn quốc gia tại Đức

Vườn quốc gia Đức bao gồm 14 vườn quốc gia: 
| Tên                                                        | Hình ảnh | Bang                               |
| ---------------------------------------------------------- | -------- | ---------------------------------- |
| Vườn quốc gia biển Wadden Schleswig-Holstein               |          | Schleswig-Holstein                 |
| Vườn quốc gia biển Wadden Hamburg                          |          | Hamburg                            |
| Vườn quốc gia biển Wadden Hạ Saxon                         |          | Quần đảo Đông Frisia, Hạ Saxon     |
| Vườn quốc gia Jasmund                                      |          | Rügen, Mecklenburg-Vorpommern      |
| Vườn quốc gia Vùng đầm phá Tây Pomerania                   |          | Mecklenburg-Vorpommern             |
| Vườn quốc gia Müritz                                       |          | Mecklenburg-Vorpommern             |
| Vườn quốc gia Thung lũng Hạ Oder                           |          | Brandenburg                        |
| Vườn quốc gia Harz                                         |          | Hạ Saxon và Sachsen-Anhalt         |
| Vườn quốc gia Kellerwald-Edersee (Một phần của Kellerwald) |          | Waldeck-Frankenberg Keller, Hessen |
| Vườn quốc gia Hainich                                      |          | Thuringia                          |
| Vườn quốc gia Eifel                                        |          | Nordrhein-Westfalen                |
| Vườn quốc gia Saxon Switzerland                            |          | Saxony                             |
| Vườn quốc gia Rừng Bavarian                                |          | Bayern                             |
| Vườn quốc gia Berchtesgaden                                |          | Berchtesgadener Land, Bayern       |

Ngoài ra, Đức còn có 14 Khu dự trữ sinh quyển và 98 công viên tự nhiên.